# Sick Boy (Charged GBH)
Sick Boy è il terzo EP del gruppo musicale Hardcore punk britannico Charged GBH, pubblicato nel 1982.

## Tracce
1. Sick Boy
2. Slit Your Own Throat
3. Am I Dead Yet

## Formazione
- Colin Abrahall  - voce
- Colin Blyth - chitarra
- Ross Lomas - basso
- Andrew Williams - batteria